# Ла Плант (Јужна Дакота)
Ла Плант (енгл. La Plant) насељено је место без административног статуса у америчкој савезној држави Јужна Дакота.

## Демографија
По попису из 2010. године број становника је 171, што је 21 (14,0%) становника више него 2000. године.
| Група             | 2000.    | 2010.    |
| Белци             | 0 (0,0%) | 5 (2,9%) |
| Афроамериканци    | 0 (0,0%) | 0 (0,0%) |
| Азијати           | 0 (0,0%) | 0 (0,0%) |
| Хиспаноамериканци | 0 (0,0%) | 9 (5,3%) |
| Укупно            | 150      | 171      |